# گوریتسا، دانیلوگراد
گوریتسا (به لاتین: Gorica) یک منطقهٔ مسکونی در مونته‌نگرو است که در شهرداری دانیلوگراد واقع شده‌است. گوریتسا ۱۴۱ نفر جمعیت دارد.